# Zygonyx iris
Zygonyx iris är en trollsländeart. Zygonyx iris ingår i släktet Zygonyx och familjen segeltrollsländor. IUCN kategoriserar arten globalt som livskraftig.

## Underarter
Arten delas in i följande underarter:
- Z. i. ceylonicus
- Z. i. davina
- Z. i. errans
- Z. i. iris
- Z. i. isa
- Z. i. malabaricus
- Z. i. malayanus
- Z. i. metallicus
- Z. i. mildredae
- Z. i. osiris
- Z. i. intermedia